# Innocenza perduta
Innocenza perduta (A Loss of Innocence) è un film per la televisione statunitense del 1996 diretto da Graeme Clifford.

## Trama
Erik, un giovane pianista, si innamora della fidanzata di uno dei suoi fratelli, la dolce e bella Chel. Sarà guerra in famiglia. La storia si svolge nell'America degli anni'20. 